# Музей Б. У. Кашкина
«Музей Б. У. Кашкина» — музей, рассказывающий о личности и творчестве Е.Малахина/ Б. У. Кашкина. Находится в Уральском университете (ныне УрФУ). Создан в 2008 году по инициативе преподавателей и студентов. 

## История
Музей носит имя одного из наиболее ярких представителя неофициальной культуры Свердловска-Екатеринбурга 1970-90-х годов — Старика Букашкина (Евгения Малахина)
Когда мы беседуем с иностранными посетителями, выясняется, что в каждой стране, в каждом регионе, городе есть свой старик Б. У. Кашкин — какой-нибудь неутомимый ниспровергатель всяческих канонов, традиций, человек, который будоражит и собирает всех вокруг. Безусловно, это его самое гениальное качество — умение создавать команды. Взять то же общество «Картинник», которое постоянно менялось и не имело утвержденного состава, жестких правил.
Поэтому я считаю, что его значение как творческой личности постоянно растет, дешифруется, в том числе благодаря тем, кто о нем рассказывает. Вышла замечательная хрестоматия жизни и творчества Евгения Малахина авторства Александра Шабурова, он же первым привез Б. У. Кашкина на московскую биеннале. Мы показывали его работы в петербургском музее неофициального искусства на Пушкинской, в музее наивного искусства в Москве, в Перми и даже в Нью-Йорке. И чем чаще мы это делаем, чем больше пишем о нем серьезно и глубоко, тем масштаб его личности проявляется все сильнее и отчетливее.

## Особенность музея
Музей является одной из выставочных площадок Департамента искусствоведения и социокультурных технологий университета, а также базой для учебной, научной, экспериментальной творческой, реставрационной деятельности студентов и преподавателей департамента. Интерактивные экспозиции выставок, акции, музыкальные и театральные действа, проходящие в стенах музея, вовлекают каждого посетителя в процесс творчества. Одним из значимых ежегодных проектов музея является участие в акции «Ночь музеев» на которое приходит большое количество посетителей.
Деятельность Музея направлена на изучение самых разных нестандартных форм современной городской культуры, на выявление их созидательной роли в формировании городской среды и положительного имиджа территории. Создание Музея является концептуальным продолжением традиции облагораживания, художественного освоения маргинальных городских зон, которую основал сам Б. У. Кашкин и созданное им Общество «Картинник» (раскрашивание заборов, гаражных комплексов, помоек и т. п.). Месторасположение Музея Б. У. Кашкина в бывшем подвале-бомбоубежище привело к превращению заброшенного пространства в креативную зону, а также к художественному освоению прилегающих территорий — цокольного этажа и внутреннего двора университета.

## Коллекции музея
Основу собрания составляют артефакты, документальные и архивные материалы, связанные c творчеством Б. У. Кашкина, включая визуальные объекты, аудио, видео материалы, печатные издания, литературные произведения. Другие коллекции Музея — это собрания произведений других представителей уральского андерграунда, а также наивных художников Урала.
В музее, как правило, эскспонируются работы нетрадиционных видов искусства (бук-арт — книга художника, экспериментальные технологии), художников андеграунда, наивных художников. Музей активно поддерживает начинающих свой творческий путь. В музей читаются лекции приглашенных специалистов, на его базе проводятся конференции.

## Руководство
Руководитель выставочных проектов — Тамара Александровна Галеева
Научный куратор — Вера Владимировна Авдеева.

## Выставочные проекты за пределами музея
- 2007 — Сырое, приготовленное, упакованное / The Raw, The Cooked and The Packaged. Выставка о культурных процессах советского общества с середины 1980-х до начала 1990-х годов трех городов – Ленинграда-Петербурга, Таллина и Свердловска-Екатеринбурга. Музей современного искусства «Киазма», Хельсинки, Финляндия. Кураторская группа: Тамара Галеева, Алиса Прудникова, студенты-искусствоведы 3-го курса Агата Иордан и Дарья Костина.
- 2009 — «Б.У.КАШКИН fest». Музей Б.У. Кашкина при поддержке группы «Синие носы» (Александр Шабуров). Пермь, Галерея современного искусства «GREEN ART». Кураторская группа: Елена Олейникова, Агата Иордан
- 2009 — Евгений Малахин/Старик Букашкин. Пространства общения. Челябинск, Галерея современного искусства ОкNо. Куратор выставки - Марина Соколовская.
- 2010 — Олег Еловой: Возвращение. Челябинск, Галерея современного искусства ОкNо. Кураторская группа: Тамара Галеева, Дарья Костина, Вера Авдеева, Светлана Шляпникова, Дмитрий Латухин, Ярослав Баричко, Семен Ефимов, Дмитрий Кучеров.
- 2012 — Выставка «Старик Б. У. Кашкин: пространство свободы» в музее нонконформистского искусства. Арт-Центр «Пушкинская-10». Весенний отрыв на «Пушкинской, 10»
- 2016 — Выставка «Жив опять, привет, друзья!» в Музее русского лубка и наивного искусства в АРТ-Измайлово
- 2018 — Выставка «БУДЕМ ОБНИМАТЬСЯ, И БУДЕМ ЦЕЛОВАТЬСЯ, И ПРОЧАЯ ЛЮБОВЬ…». Екатеринбург, Музей об ЭТОМ. Куратор: Лев Шушаричев.
- 2019 — Выставка «Еще не книга, уже не книга». Областная библиотека им. В.Г. Белинского.
- 2019 — Выставка «Из Одессы с любовью».  Новоуральск, МБУ ДО “Детская художественная школа”, выставочный зал.
- 2019 — Выставка «Рисую я пейзаж, как мир земной...». Екатеринбург, Лицей № 37. Кураторская группа: Наталья Пономарёва, Полина Платонова, Мария Платонова.
- 2019 — Выставка Бук-арта Евгения Малахина/Старика Б.У.Кашкина.  Казань, Центр современной культуры «Смена». Кураторская группа: Гузель Файзрахманова, Александра Комадей.
- 2019 — Выставка Народного Дворника России старика Букашкина «Хи-хи-хи: Не очень серьезно, зато с примечаниями». Краснотурьинск, Краснотурьинский краеведческий музей. Кураторская группа: Татьяна Кузьмина, Светлана Ленючева.
- 2019 — «В процессе случайного». Выставка фотографических работ Евгения Малахина. Екатеринбург, Фотографический музей «Дом Метенкова». Кураторская группа: Анастасия Мартынова, Дарья Костина, Александра Комадей.

## Премии, награды
- 2009 год — проект «Б. У. Кашкин fest» (кураторы Агата Иордан и Елена Олейникова) Музея Б. У. Кашкина стал обладателем Премии Сергея Курехина в области современного искусства.
- 2014 год — проект Музея Б. У. Кашкина и некоммерческой бруклинской организации Project 59, Inc. «БРУРАЛ: Периферийное зрение», реализованный в 2013 в Нью-Йорке, вошел в лонг-лист премии, а кураторы проекта Дарья Костина и Ирина Данилова стали претендентами на победу в номинации «Лучший кураторский проект». О проекте БРУРАЛ: ПЕРИФЕРИЙНОЕ ЗРЕНИЕ
- Ноябрь 2018 - май 2019 года — проект «Бука-марафон. Передвижной музей Старика Букашкина и Ко», поддержанный Фондом президентских грантов. Вошёл в число 100 лучших проектов НКО России за 2019 год. Сайт проекта